# Nowomiechielta
Nowomiechielta (ros. Новомехельта) – wieś w Rosji, w Dagestanie, w rejonie nowołakskim. W 2010 liczyła 2608 mieszkańców, głównie Awarów.